# Georges-Emmanuel Clancier
Georges-Emmanuel Clancier (Limoges, 3 de mayo de 1914-París, 4 de julio de 2018) fue un poeta, novelista y periodista francés, ganador del Premio Goncourt de Poesía y del Gran Premio de Literatura de la Academia Francesa.

## Biografía
Georges-Emmanuel Clancier nació en el seno de una familia de artesanos de Châlus por parte de su padre y de porcelanistas de Saint-Yrieix por parte de su madre. Asistió a la escuela en Limoges de 1919 a 1931. Una enfermedad interrumpió su formación durante los cinco años en que debió llevar un tratamiento intensivo. Descubrió la poesía moderna en los años 1930 gracias a jóvenes maestros y comenzó a escribir poemas y prosa y, a partir de 1933, a colaborar en revistas, en particular Les Cahiers du Sud. En 1939 se casó con Anne Marie Yvonne Gravelat, nacida también en Limoges, una estudiante de medicina. Ese mismo año llegó a París, donde su esposa se preparaba para una pasantía en psiquiatría. Ella se convirtió en la psicoanalista Anne Clancier con la que tuvo dos hijos: Juliette, que es traductora y Sylvestre, editor y poeta; Anne Clancier falleció en París el 20 de diciembre de 2014.
Georges-Emmanuel Clancier regresó al Limoges en 1940, prosiguió sus estudios en la Facultad de Literatura de Poitiers, luego en Toulouse, y conoció a Joë Bousquet en Carcassonne. En 1940 se incorporó al consejo editorial de la revista Fontaine, dirigida en Argel por Georges Blin y Max-Pol Fouchet. En Saint-Léonard-de-Noblat se encontró de nuevo con Raymond Queneau y Michel Leiris, y en Lourmarin  con Claude Roy, Pierre Seghers, Loys Masson, Pierre Emmanuel y Max-Pol Fouchet. De 1942 a 1944, recogió clandestinamente y transmitió a Argel los textos de los escritores de la Resistencia en la Francia ocupada.
De 1955 a 1970, trabajó en París como secretario general de los comités de programación de Radiodiffusion-Télévision Française, que más tarde se convirtió en la ORTF. En 1956 publicó el primer volumen de Le Pain noir, una secuela romántica en la que contaría, hasta 1961, la historia de su familia materna y de su abuela, pastora analfabeta. La obra fue adaptada en 1974 para una serie de televisión.
Fue Presidente del PEN de Francia de 1976 a 1979, donde trabajó en la defensa de escritores amenazados, detenidos, deportados o exiliados. En 1980 fue vicepresidente de la Comisión Francesa para la UNESCO, en 1987 vicepresidente de PEN Internacional y presidente de la Casa Internacional de Poetas y Escritores ('Maison internationale des poètes et des écrivains'), fundada en 1990.
Clancier falleció el 4 de julio de 2018 de neumonía a los 104 años.